# Giải quần vợt Antalya Mở rộng 2019
Giải quần vợt Antalya Mở rộng 2019 (còn được biết đến với Turkish Airlines Open Antalya vì lý do tài trợ) là một giải quần vợt nam thi đấu trên mặt sân cỏ. Đây là lần thứ 3 giải đấu được tổ chức, và là một phần của ATP World Tour 250 của ATP Tour 2019. Giải đấu diễn ra tại Kaya Palazzo Resort ở Belek, Antalya, Thổ Nhĩ Kỳ, từ ngày 23–29 tháng 6.

## Nội dung đơn

### Hạt giống
| Quốc gia | Tay vợt             | Xếp hạng1 | Hạt giống |
| -------- | ------------------- | --------- | --------- |
| FRA      | Benoît Paire        | 28        | 1         |
| FRA      | Adrian Mannarino    | 34        | 2         |
| AUS      | Jordan Thompson     | 46        | 3         |
| ESP      | Pablo Carreño Busta | 58        | 4         |
| BIH      | Damir Džumhur       | 62        | 5         |
| FRA      | Ugo Humbert         | 64        | 6         |
| ITA      | Andreas Seppi       | 68        | 7         |
| POR      | João Sousa          | 71        | 8         |

- Bảng xếp hạng vào ngày 17 tháng 6 năm 2019.

### Vận động viên khác
Đặc cách:
- Altuğ Çelikbilek
- Cem İlkel
- Ergi Kırkın

Bảo toàn thứ hạng:
- Jozef Kovalík
- Janko Tipsarević

Vượt qua vòng loại:
- JC Aragone
- Steve Darcis
- Kevin Krawietz
- Viktor Troicki

### Rút lui
Trước giải đấu
- Ričardas Berankis → thay thế bởi  Bradley Klahn

### Bỏ cuộc
- Damir Džumhur

## Nội dung đôi

### Hạt giống
| Quốc gia | Tay vợt           | Quốc gia | Tay vợt              | Xếp hạng1 | Hạt giống |
| -------- | ----------------- | -------- | -------------------- | --------- | --------- |
| GER      | Kevin Krawietz    | GER      | Andreas Mies         | 43        | 1         |
| BRA      | Marcelo Demoliner | IND      | Divij Sharan         | 95        | 2         |
| MEX      | Santiago González | PAK      | Aisam-ul-Haq Qureshi | 109       | 3         |
| CZE      | Roman Jebavý      | AUT      | Philipp Oswald       | 119       | 4         |

- Bảng xếp hạng vào ngày 17 tháng 6 năm 2019.

### Vận động viên khác
Đặc cách:
- Sarp Ağabigün /  Yankı Erel
- Tuna Altuna /  Cem İlkel

## Nhà vô địch

### Đơn
- Lorenzo Sonego đánh bại  Miomir Kecmanović, 6–7(5–7), 7–6(7–5), 6–1

### Đôi
- Jonathan Erlich /  Artem Sitak đánh bại  Ivan Dodig /  Filip Polášek, 6–3, 6–4